# Championnat d'Irlande de football 1952-1953
Navigation
Édition précédente Édition suivante
Le Championnat d'Irlande de football en 1952-1953. Shelbourne FC récupère un titre qu’il n’avait pas remporté depuis 6 ans.

## Les 12 clubs participants
- Bohemians FC
- Cork Athletic Football Club
- Drumcondra Football Club
- Dundalk FC
- Evergreen United Football Club
- Limerick FC
- St. Patrick's Athletic FC
- Shamrock Rovers
- Shelbourne FC
- Sligo Rovers
- Transport Football Club
- Waterford United

## Classement
| Place | Club                           | Points | Victoires | Nuls | Défaites | Buts pour | Buts contre | Différence |
| ----- | ------------------------------ | ------ | --------- | ---- | -------- | --------- | ----------- | ---------- |
| 1er   | Shelbourne FC                  | 30     | 12        | 6    | 4        | 46        | 24          | +22        |
| 2e    | Drumcondra FC                  | 29     | 10        | 9    | 3        | 49        | 33          | +16        |
| 3e    | Shamrock Rovers                | 27     | 12        | 3    | 7        | 40        | 27          | +13        |
| 4e    | St. Patrick's Athletic FC      | 24     | 8         | 8    | 6        | 49        | 34          | +15        |
| 5e    | Sligo Rovers                   | 23     | 8         | 7    | 7        | 42        | 37          | +5         |
| 6e    | Dundalk FC                     | 22     | 8         | 6    | 8        | 45        | 45          | 0          |
| 7e    | Limerick FC                    | 21     | 8         | 5    | 9        | 39        | 44          | -5         |
| 8e    | Cork Athletic Football Club    | 21     | 9         | 3    | 10       | 41        | 47          | -6         |
| 9e    | Transport Football Club        | 17     | 7         | 7    | 8        | 35        | 42          | -7         |
| 10e   | Evergreen United Football Club | 20     | 8         | 4    | 10       | 36        | 35          | +1         |
| 11e   | Waterford United               | 15     | 5         | 5    | 12       | 35        | 58          | -23        |
| 12e   | Bohemians FC                   | 11     | 4         | 3    | 15       | 27        | 58          | -31        |

## Source
- (en) Alex Graham, Football in the Republic of Ireland : a Statistical Record 1921–2005, Soccer Books Ltd, novembre 2005, 142 p. (ISBN 978-1862231351).